# Diplazium petersenii
Diplazium petersenii là một loài thực vật có mạch trong họ Woodsiaceae. Loài này được (Kunze) H. Christ miêu tả khoa học đầu tiên năm 1902.